# Caserne Mortier
La caserne Mortier est une ancienne caserne militaire de Paris.

## Situation et accès
Elle est située au 118-162 boulevard Mortier-1-11, rue de Guébriant dans le 20e arrondissement de Paris qui forme avec la caserne des Tourelles le siège de la Direction générale de la Sécurité extérieure (DGSE), le service de renseignement extérieur français.

## Historique
De 1933 à 1997, la caserne Mortier a hébergé le 1er régiment du train. En 1997, la DGSE reçoit cette caserne située en face de son siège pour étendre ce dernier,.